# Phlegmariurus nummulariifolius
Phlegmariurus nummulariifolius är en lummerväxtart som först beskrevs av Carl Ludwig von Blume, och fick sitt nu gällande namn av Ren Chang Ching. Phlegmariurus nummulariifolius ingår i släktet Phlegmariurus och familjen lummerväxter. Inga underarter finns listade i Catalogue of Life.